# Zecca di Philadelphia

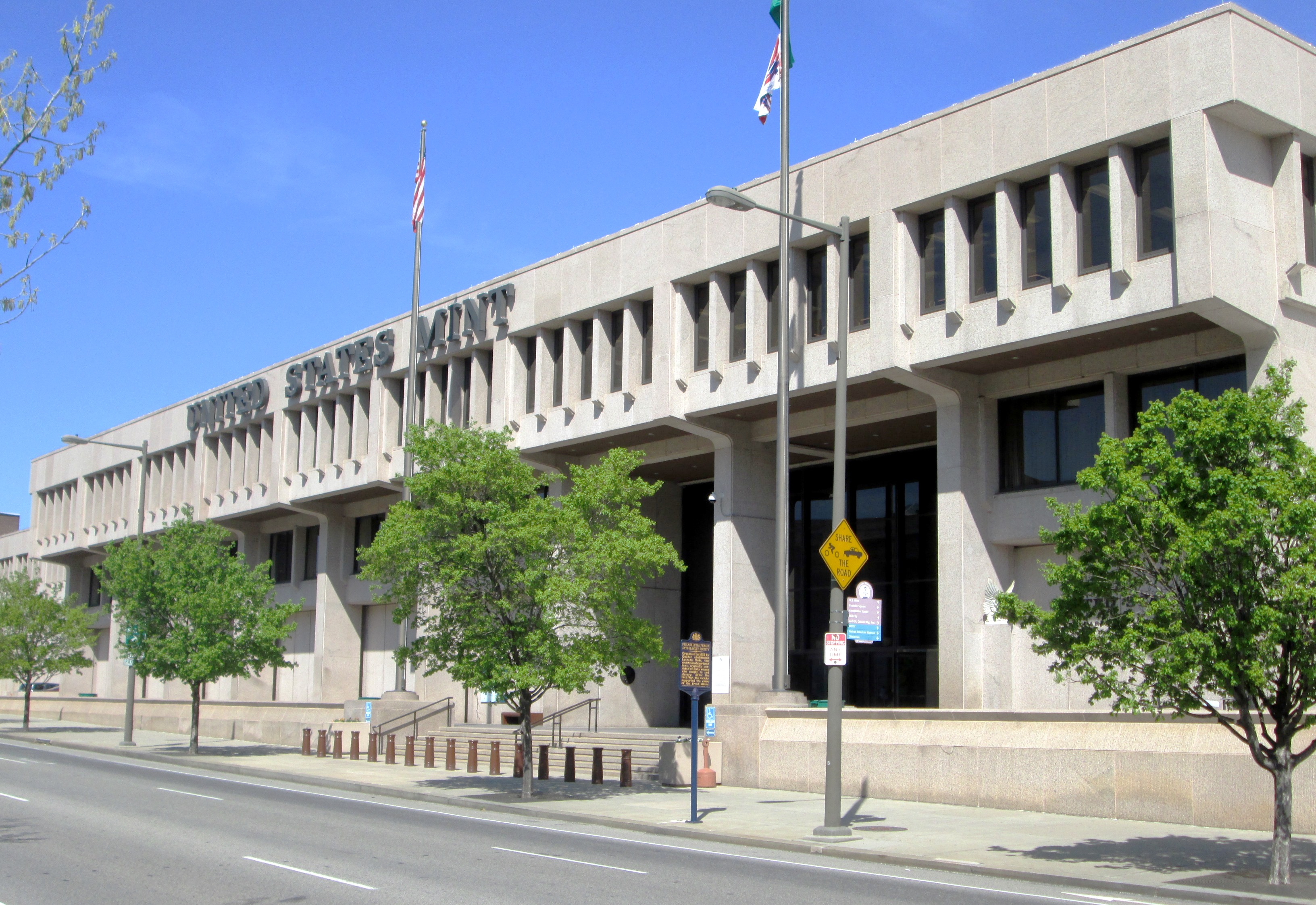
La moderna zecca di Filadelfia (1969-presente)

La zecca di Philadelphia o Filadelfia, italianizzando il nome della città, fu fondata nel 1792 per la necessità di produrre monete per il commercio degli Stati Uniti. Questo permise ai padri fondatori di costruire una zecca nazionale, cosa diventata prioritaria in seguito alla proclamazione della Costituzione (1787).
La legge sulla coniazione del 1792, che fu varata il 2 aprile, proclamò la creazione della United States Mint. La scelta di costruire la zecca a Filadelfia non fu casuale, infatti la città era a quel tempo la capitale provvisoria degli Stati Uniti, in attesa dello spostamento a Washington. La stessa legge del 1792 impose un sistema basato sul dollaro, uno specifico peso e certi standard, riguardanti la percentuale di metalli, in ogni moneta; inoltre su ogni moneta stabilì che dovesse essere presente un preciso simbolo di libertà.

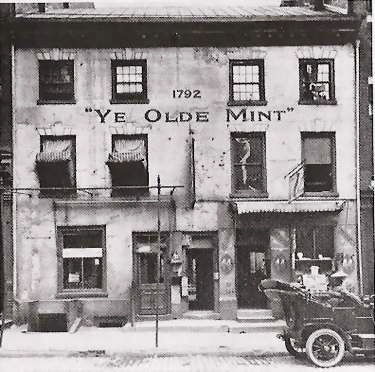
La prima zecca di Filadelfia (1791-1833)

Durante la storia della zecca sono stati costruiti quattro edifici: il primo fu operativo dal 1792 al 1833; il secondo dal 1833 al 1901; il terzo dal 1901 al 1973 e infine l'ultimo sin dal 1969 (lavorò per vari anni insieme al terzo edificio fino all'abbandono di questo).